# Chaerophyllum libanoticum
Chaerophyllum libanoticum là một loài thực vật có hoa trong họ Hoa tán. Loài này được Boiss. & Kotschy mô tả khoa học đầu tiên năm 1859.